# سلمندر الخلد
سلمندر الخلد (الاسم العلمي: Ambystoma)، هو جنس أحادي الطراز من البرمائيات يتبع رتبة السلمندريات. 